# JaME
JaME (acronyme de Japanese Music Entertainment) est un site internet multilingue consacré à la musique japonaise contemporaine. Créé en avril 2004, il accueille chaque jour plus de 14 000 visites pour 50 000 pages vues. JaME est présent à travers le monde dans plus d'une trentaine de pays et traduit dans une quinzaine de langues. 
À la suite de ce succès et devant la demande des fans et de l'équipe elle-même, KoME (le petit-frère de JaME, mais consacré à la musique coréenne) a vu le jour en septembre 2007.